# ترور آیلوت
ترور آیلوت (انگلیسی: Trevor Aylott؛ زادهٔ ۲۶ نوامبر ۱۹۵۷) بازیکن فوتبال اهل بریتانیا است.
از باشگاه‌هایی که در آن بازی کرده‌است می‌توان به باشگاه فوتبال کریستال پالاس، باشگاه فوتبال بارنزلی، باشگاه فوتبال چلسی، باشگاه فوتبال لوتون تاون، باشگاه فوتبال گیلینگام، باشگاه فوتبال ای‌اف‌سی بورنموث، باشگاه فوتبال آکسفورد یونایتد، باشگاه فوتبال میلوال، باشگاه فوتبال بیرمنگام سیتی، باشگاه فوتبال بروملی، و باشگاه فوتبال وایکام واندررز اشاره کرد.